# Jorge Ricardo da Silva
Jorge Ricardo da Silva (Cruz Alta — Curitibanos, 2 de novembro de 1888) foi um político brasileiro.
Filho de Francisco Ricardo da Silva e de Ana Maria de Matos.
Foi deputado à Assembleia Legislativa Provincial de Santa Catarina na 26ª legislatura (1886 — 1887) e na 27ª legislatura (1888 — 1889).